# Bryobia qinghaiensis
Bryobia qinghaiensis är en spindeldjursart som beskrevs av Ma och Yuan 1981. Bryobia qinghaiensis ingår i släktet Bryobia och familjen Tetranychidae. Inga underarter finns listade.